# Gabriel Scognamillo
Gabriel Scognamillo est un chef décorateur et directeur artistique américain d'origine italienne, né à New York le 27 octobre 1906, mort à Los Angeles (Californie) le 31 mai 1974.

## Biographie
En 1931, il commence sa carrière de chef décorateur en travaillant, cette année-là, sur trois films français, dont deux réalisés par Jean Renoir. En 1932, il participe encore à quatre films français (dont Fanny), avant de regagner les États-Unis, où il rejoint la Metro-Goldwyn-Mayer. Il collabore alors à une cinquantaine de films américains entre 1934 et 1964, au département artistique (à l'exception d'un film en 1936, Folies-Bergère, dont il est assistant-réalisateur).
À la télévision, il travaille sur deux séries en 1957 et 1969.

## Filmographie complète

### comme chef décorateur ou directeur artistique
(sauf mention contraire)
- 1931 : On purge bébé de Jean Renoir
- 1931 : La Chienne de Jean Renoir
- 1931 : L'Amour à l'américaine de Claude Heymann et Paul Fejos
- 1932 : Seul de Jean Tarride
- 1932 : Baleydier de Jean Mamy
- 1932 : Fantômas de Paul Fejos
- 1932 : Fanny de Marc Allégret
- 1934 : La Veuve joyeuse (The Merry Widow) d'Ernst Lubitsch
- 1936 : Three Live Ghosts (en) de H. Bruce Humberstone
- 1936 : Suzy de George Fitzmaurice
- 1936 : Moonlight Murder d'Edwin L. Marin
- 1936 : Robin des Bois d'El Dorado (The Robin Hood of El Dorado) de William A. Wellman
- 1936 : Folies-Bergère de Marcel Achard et Roy Del Ruth (comme assistant-réalisateur)
- 1937 : Married before Breakfast d'Edwin L. Marin
- 1937 : Bad Guy d'Edward L. Cahn
- 1938 : Man-Proof de Richard Thorpe
- 1938 : Port of Seven Seas de James Whale
- 1938 : Règlement de comptes (Fast Company) d'Edward Buzzell
- 1938 : Rich Man, Poor Girl de Reinhold Schünzel
- 1938 : Coup de théâtre (Dramatic School) de Robert B. Sinclair
- 1939 : Mon mari conduit l'enquête d'Edwin L. Marin
- 1939 : Miracles à vendre (Miracles for Sale) de Tod Browning
- 1939 : Calling Dr. Kildare de Harold S. Bucquet
- 1939 : Joe and Ethel Turp call on the President de Robert B. Sinclair
- 1940 : Congo Maisie de Henry C. Potter
- 1940 : André Hardy va dans le monde (Andy Hardy meets Debutante) de George B. Seitz
- 1940 : Gold Rush Maisie d'Edwin L. Marin
- 1941 : Whistling in the Darkde S. Sylvan Simon
- 1941 : Down in San Diego de Robert B. Sinclair
- 1942 : Born to Sing d'Edward Ludwig
- 1942 : Le Souvenir de vos lèvres (This Time for Keeps) de Charles Reisner
- 1942 : Sunday Punch de David Miller
- 1942 : Pour moi et ma mie (For Me and My Gal) de Busby Berkeley
- 1942 : Whistling in Dixie de S. Sylvan Simon
- 1947 : Undercover Maisie de Harry Beaumont
- 1947 : L'Île enchantée (High Barbaree) de Jack Conway
- 1947 : Singapour (Singapore) de John Brahm
- 1947 : Deux Nigauds et leur veuve (The Whistful Widow of Wagon Gap) de Charles Barton
- 1948 : Rogue's Regiment de Robert Florey
- 1949 : La Pêche au trésor (Love Happy) de David Miller
- 1950 : La Main noire (Black Hand) de Richard Thorpe
- 1950 : Le Mystère de la plage perdue (Mystery Street) de John Sturges
- 1950 : Right Cross de John Sturges
- 1951 : It's a Big Country de Clarence Brown, Don Hartman, John Sturges, Richard Thorpe, Charles Vidor, Don Weis et William A. Wellman
- 1951 : Le Grand Caruso (The Great Caruso) de Richard Thorpe
- 1952 : Miracle à Tunis (The Light Touch) de Richard Brooks
- 1952 : Une vedette disparaît de Stanley Donen
- 1952 : Les Rois de la couture (Lovely to look at) de Mervyn LeRoy et Vincente Minnelli
- 1953 : Lune de miel au Brésil (Latin Lovers) de Mervyn LeRoy
- 1953 : Histoire de trois amours (The Story of Three Lovers) de Vincente Minnelli et Gottfried Reinhardt
- 1954 : Le Maître du monde (Tobor the Great) de Lee Sholem
- 1955 : Une étrangère dans la ville (Strange Lady in Town) de Mervyn LeRoy
- 1957 : Série télévisée The Adventures of Ozzie and Harriet, saison 5, épisode 19, The Duenna d'Ozzie Nelson
- 1960 : Tormented de Bert I. Gordon
- 1961 : Tonnerre apache (A Thunder of Drums) de Joseph M. Newman
- 1961 : The Continental Twist d'Allan David et William J. Hole Jr.
- 1964 : Le Cirque du docteur Lao (The 7 Faces of Dr Lao) de George Pal
- 1969 : Série télévisée Then Came Bronson, épisode-pilote de William A. Graham